# Bernoy-le-Château
Bermoy-le-Château es una comuna nueva francesa situada en el departamento de Aisne, de la región de Alta Francia.

## Historia
Fue creada el 1 de enero de 2023, en aplicación de una resolución del prefecto de Aisne de 29 de septiembre de 2022 con la unión de las comunas de Berzy-le-Sec y Noyant-et-Aconin, pasando a estar el ayuntamiento en la antigua comuna de Noyant-et-Aconin.

## Demografía
Según los datos aportados en la resolución del prefecto de Aisne, la comuna se crea con 888 habitantes.

## Composición
| Comuna delegada  | Código INSEE | Población (2022) | Superficie (km²) | Densidad (hab./km²) |
| ---------------- | ------------ | ---------------- | ---------------- | ------------------- |
| Berzy-le-Sec     | 02077        | 366              | 11.69            | 31                  |
| Noyant-et-Aconin | 02564        | 474              | 4.6              | 103                 |